# Lestes ochraceus
Lestes ochraceus är en trollsländeart. Lestes ochraceus ingår i släktet Lestes och familjen glansflicksländor. IUCN kategoriserar arten globalt som livskraftig.

## Underarter
Arten delas in i följande underarter:
- L. o. aldabrensis
- L. o. ochraceus
- L. o. unicolor